# Circondario di Vechta
Il circondario di Vechta (targa VEC) è un circondario (Landkreis) della Bassa Sassonia, in Germania.
Comprende 4 città e 6 comuni.

Capoluogo e centro maggiore è Vechta.

## Geografia antropica
Il circondario di Vechta comprende 4 città e 6 comuni, non associati in alcuna comunità amministrativa.
Tra parentesi i dati della popolazione al 31 dicembre 2021.

### Città
- Damme (17 366)
- Dinklage (13 290)
- Lohne (27 387)
- Vechta (comune indipendente) (33 309)

### Comuni
- Bakum (6 577)
- Goldenstedt (10 037)
- Holdorf (7 455)
- Neuenkirchen-Vörden (9 021)
- Steinfeld (10 316)
- Visbek (10 047)